# Betriebsstundenzähler
Ein Betriebsstundenzähler ist ein elektrisches Messgerät zur aufsummierenden Messung von Betriebsstunden, der Zeit, die ein Gerät bzw. ein elektrischer Verbraucher in Betrieb ist.

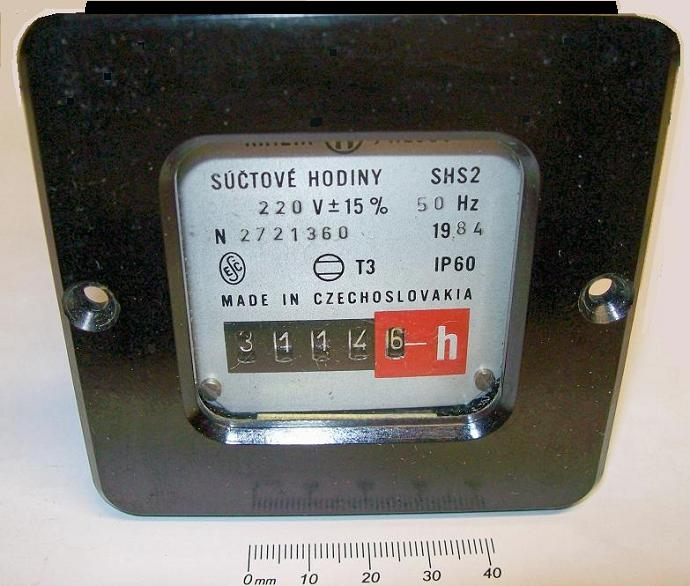
Stundenzähler mit Synchronmotor

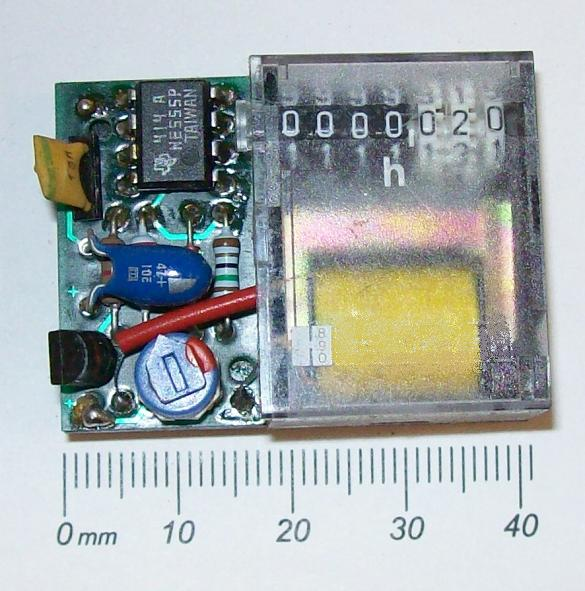
Stundenzähler zum Einbau in Geräte, für Gleichspannungsbetrieb

## Schaltschränke und Anlagen
Typische elektromechanische Betriebsstundenzähler arbeiten hier am 230 V-Wechselstromnetz (50 Hz oder 60 Hz) und nutzen zum Beispiel die praktisch konstante Netzfrequenz zum Antrieb eines Zählwerkes mit einem Synchronmotor. Sie zeigen die insgesamt verstrichene Zeit in Stunden an und besitzen eine Auflösung von 0,01 bis 1 Stunde.
Zum Betrieb an Gleichspannung werden auch Stundenzähler mit Schrittschaltwerk und einem Zeitgeber verwendet. Elektronische Betriebsstundenzähler besitzen einen Schwingquarz als Zeitgeber und eine elektronische Schaltung zur Realisierung des Zählers, beispielsweise einen Synchronzähler dessen Zählerstand durch Pufferbatterie auch bei einer Betriebsunterbrechung im Speicher erhalten bleibt.

### Quecksilber-Coulometer

Quecksilber-Coulometer

Für kleine Geräte gab es historische Bauformen von Betriebsstundenzähler, bei denen in einer Kapillare ein Quecksilbertröpfchen durch im Betrieb vorliegenden, konstanten Stromfluss scheinbar wandert. Tatsächlich geht jedoch an der einen Seite des Tröpfchens metallisches Quecksilber in Lösung, während es auf der anderen Seite neu aus der Lösung angelagert wird. Dadurch bewegt sich der Tropfen langsam und abhängig von der Stromstärke. Streng genommen bewegt sich nicht das Quecksilbertröpfchen, sondern der Elektrolyt-Zwischenraum zwischen den beiden Quecksilbersäulen. Dieser schmale Zwischenraum ist auch gleichzeitig der „Zeiger“ des Messröhrchens. Wenn der Zwischenraum ein Ende des Messröhrchens erreicht hat, ist es „am Ende“ und nicht mehr zu verwenden. Wird jedoch rechtzeitig vor Ende die Stromrichtung umgekehrt, so ist das Messrohr in umgekehrter Richtung weiter zu verwenden. Diese Betriebsstundenzähler werden wegen des Quecksilbergehaltes inzwischen praktisch nicht mehr eingesetzt und stellen wegen ihrer geringen Baugröße und der früher oft auch bewusst versteckten Anwendung in elektronischen Geräten ein Entsorgungsproblem dar.

## Luftfahrt

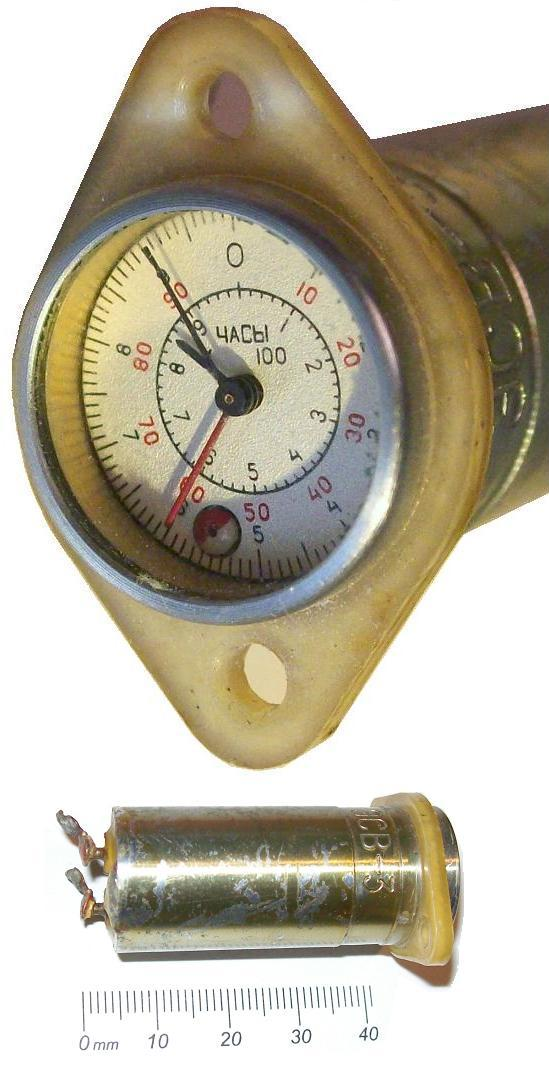
Älteres Hobbs Meter (Sowjetunion ca. 1970er Jahre)

In der Luftfahrt dient der Betriebsstundenzähler (nach der 1938 gegründeten John W. Hobbs Corporation auch Hobbsmeter genannt) bei Flugzeugen dazu, die Betriebszeit des Triebwerkes zu ermitteln. Daraus ergeben sich die Wartungsintervalle bei der Luftfahrzeug-Instandhaltung sowie zum Beispiel auch die Mietdauer.
Ältere Betriebsstundenzähler für Flugzeuge besaßen eine Art Uhrwerk mit Zeigern zur Stundenanzeige. Heute sind Ziffernanzeigen üblich. Zusätzlich kann noch ein Flugstundenzähler angebracht sein, der durch aerodynamische Kräfte an der Flügelvorderkante ausgelöst wird. Der Flugstundenzähler wird oft bei Flugzeugvermietungen als Berechnungsgrundlage benutzt.
Der Tach Timer zählt die Triebwerksumdrehungen (dividiert durch Nenndrehzahl) und dient der Ermittlung belastungsangepasster Triebwerks-Wartungsintervalle (z. B. Ölwechsel). Hard Time rechnet nur die reine Flugzeit.
Da oft die Betriebsdauer eines Verbrennungsmotor-Blocks – vom Starten des Motors bis zu seinem Abstellen, besonders bedeutsam beim Flug mit einem Motorsegler – gemessen wird, wird von Blockstunden gesprochen. Diese Stunde wird durch Zählräder mit je 10 Ziffern oder Skalenteilung von 0–9 dezimal meist zumindest und meist in 10 Zehntelstunden geteilt, die umgangssprachlich als 100 Blockminuten interpretiert werden. Eine solche Blockminute entspricht 1/100 Stunde und damit 36 Sekunden.

## Landwirtschaftliche Arbeitsmaschinen und Baumaschinen
Diese nutzen einen Betriebsstundenzähler, der entweder mit dem Einschalten der Zündung zu zählen beginnt oder an der Klemme D+ der Lichtmaschine angeschlossen ist und erst bei laufendem Motor zu zählen beginnt. Bei Motoren mit Gleichstromlichtmaschinen wurde bisweilen auch das Signal von einem Schließerkontakt des Öldruckschalters dafür benutzt, da die Lichtmaschinenspannung bei Motorleerlaufdrehzahl in diesen Fällen oft zu gering ausfällt. Die Kilometerleistung wäre aufgrund der gestuften Arbeitsgeschwindigkeiten kein günstiges Leistungsabgabemaß.